# Bernard Verdcourt
Bernard Verdcourt ( 20 de enero de 1925 - 25 de octubre de 2011) fue un biólogo y taxónomo inglés, muy conocido como botánico.
Fue Académico Honorario de Investigación en los Royal Botanic Gardens, Kew en Londres. Antes de llegar a Kew en 1964, estuvo asociado con el "Herbarium del Este Africano" por 15 años. Aunque sus más conocidos trabajos sean sobre innumerables estudios de la flora del oriente africano, ha hecho extensas contribuciones a los moluscos terrestres y a la Entomología africana. Dr. Verdcourt recibió la "Medalla linneana" de Botánica de la "Sociedad linneana de Londres en 2000. Ha publicado más de 1000 trabajos científicos.

## Trabajos selectos
- Verdcourt, b. 1951-57. Notes on the snails of north-east Tanganyika Territory. Ocho partes

- -----------------, et al. 1956–1995. Flora of Tropical East Africa. Kew Bull. and other publications. Con 71 familias

- -----------------, et al. 2001–2005. Flora of Tropical East Africa. Róterdam: Balkema. 12 familias

## Honores

### Epónimos
Género
- (Fabaceae) Verdcourtia R.Wilczek[4]

Especies
- (Annonaceae) Polyalthia verdcourtii Vollesen[5]
- (Boraginaceae) Heliotropium verdcourtii Craven[6]
- (Convolvulaceae) Lepistemon verdcourtii P.Mathew & Biju[7]
- (Fabaceae) Vigna verdcourtii Pasquet[8]
- (Fabaceae) Crotalaria verdcourtii Polhill[9]
- (Fabaceae) Neonotonia verdcourtii Isely[10]
- (Fabaceae) Rhynchosia verdcourtii Thulin[11]
- (Lamiaceae) Clerodendrum verdcourtii R.Fern.[12]
- (Lythraceae) Rotala verdcourtii A.Fern.[13]
- (Poaceae) Sporobolus verdcourtii Napper[14]
- (Rubiaceae) Fadogia verdcourtii Tennant[15]
- (Rubiaceae) Neoleroya verdcourtii Cavaco[16]
- (Rubiaceae) Pyrostria verdcourtii (Cavaco ex Borhidi) Razafim., Lantz & B.Bremer[17]

- La abreviatura «Verdc.» se emplea para indicar a Bernard Verdcourt como autoridad en la descripción y clasificación científica de los vegetales.[18]

## Abreviatura (zoología)
La abreviatura Verdcourt  se emplea para indicar a Bernard Verdcourt como autoridad en la descripción y taxonomía en zoología.